# Кожак
Кожак (фр. Caujac) насеље је и општина у јужној Француској у региону Миди Пирене, у департману Горња Гарона која припада префектури Мире.
По подацима из 2011. године у општини је живело 821 становника, а густина насељености је износила 75,88 становника/km². Општина се простире на површини од 10,82 km². Налази се на средњој надморској висини од 221 метар (максималној 334 m, а минималној 197 m).

## Демографија
| 1962. | 1968. | 1975. | 1982. | 1990. | 1999. | 2011. |
| ----- | ----- | ----- | ----- | ----- | ----- | ----- |
| 335   | 343   | 315   | 324   | 373   | 437   | 821   |

График промене броја становника у току последњих година